# Cēsis
Namnet "Venden" kan också avse Vendland, vikingarnas namn för Pommern.
Cēsis, med det tidigare svenska namnet Venden, är en stad med drygt 18 000 invånare i norra Lettland. Staden är belägen vid floden Gauja.
Cēsis är känt för sin medeltida borg, som nu ligger i ruiner.
Sångerskan Laima Vaikule är född i Cēsis, men hennes familj flyttade till Riga när hon var 3 år. Även sångaren Haralds Sīmanis kommer härifrån.
Staden är vänort med Tyresö kommun i Stockholms län.